# القاهرة الخديوية
القاهرة الخديوية، هي منطقة قلب القاهرة في فترة الخديوي إسماعيل، وتبدأ من كوبري قصر النيل، حتى منطقة العتبة، بما حوته من دار للأوبرا احترقت في العام 1971، ومبني للبريد، ومقر لهيئة المطافئ، إلى جانب ما تفرع منها من شوارع وطرق.

## التاريخ
علي الرغم من أن التطوير عرف طريقه إلى قلب القاهرة الحديثة في عهد [محمد علي باشا]، إلا أن النهضة العمرانية الحقيقية، بدأت بها بشكل جدي ومدروس ومخطط له، في عهد الخديو إسماعيل بن إبراهيم باشا، أكبر أبناء محمد علي. وعرفت القاهرة في عهد محمد علي باشا عرفت التنظيم والتطوير من خلال تركيز الصناعات والحرف في منطقة السبتية، بشمال شرق بولاق، وإزالة الأنقاض والقمامة من حولها، وردم البرك والمستنقعات المنتشرة فيها، وتحويل مساحات شاسعة منها إلى حدائق ومتنزهات، حتى إن محمد علي أصدر قراراً عام 1831 ميلادية أمر فيه بتعمير الخرائب، وتحديد مساحتها، كما أنشأ في العام 1843 مجلساً أوكل إليه مهمة تجميل القاهرة وتنظيفها. وفي العام 1846 تم توسعة شارع الموسكي، وترقيم الشوارع وإطلاق الأسماء عليها.
كما عمل على تشييد القصور الملكية الفخمة الموقعة بأسماء مصممين معماريين من إيطاليا وفرنسا، مشترطاً عليهم أن يعلم كل خبير هندسي منهم، 4 مصريين، فنون العمارة والتشييد. وكان في مقدمة تلك القصور، قصر محمد علي باشا بحي شبرا الذي تم تجديده من قبل وزارة الثقافة منذ عدة سنوات، وقصر الجوهرة في قلعة صلاح الدين الأيوبي، وقصر النيل، وقصر القبة.
وعلى الرغم من توالي ثلاثة خلفاء على حكم مصر بعد محمد علي باشا، بدءاً من العام 1847 الذي تولى فيه إبراهيم باشا الحكم، مروراً بعباس الأول عام 1848، وسعيد باشا عام 1854، إلا أن إسهاماتهم في مجال العمارة لم تكن بالشيء الملموس الذي يمكن التأريخ له إلا فيما ندر، مثل قصر الروضة في عهد إبراهيم، وإنشاء حي العباسية في عهد عباس الأول، وحفر قناة السويس في عهد سعيد، على عكس عهد إسماعيل باشا الذي تميز بانفجار معماري على المستويات كافة.
وعند تولي الخديوي إسماعيل الحكم عام 1863، كانت حدود القاهرة تمتد من منطقة القلعة شرقاً، إلى مدافن الأزبكية وميدان العتبة غرباً، يغلب عليها التدهور العمراني في أحيائها، ويفصلها عن النيل عدد من البرك والمستنقعات والتلال والمقابر، بمساحة لا تتخطي 500 فدان. وكان تعداد سكانها في ذلك الوقت لا يتجاوز 279 ألف نسمة.

## تخطيط القاهرة الخديوية
في زيارة الخديوي إسماعيل لباريس عام 1867 لحضور المعرض العالمي، طلب الخديوي إسماعيل شخصيًا من الإمبراطور نابليون الثالث أن يقوم المخطط الفرنسي «هاوسمان» الذي قام بتخطيط باريس بتخطيط القاهرة الخديوية. وفي مقابلة التكليف بين الخديوي إسماعيل وهاوسمان، طلب إسماعيل من هاوسمان أن يحضر معه إلى القاهرة كل بستاني وفنان مطلوب لتحقيق خططه. مما جعل هاوسمان يلتفت إلى نوبار باشا قائلاً: «إن نائب السلطان (إسماعيل) يطلب مني أن أحضر البستانيين والفنانين من كل نوع. حسناً بإمكاني أن أمده بهم، ولكن هل لديكم في مصر رجل يجعل هؤلاء المأفونين يعملوا؟»
تخطيط القاهرة الخديوية وعلى رأسه هاوسمان حول القاهرة إلى تحفة حضارية تنافس أجمل مدن العالم، ليطلق عليها كتاب الغرب حينذاك «باريس الشرق».
وتمثل القاهرة الخديوية بداية العمران المصري في صورته الحديثة خلال النصف الثاني من القرن التاسع عشر، وهي تعد من المشروعات العالمية البارزة التي تمت في ذلك القرن لما بني عليه تخطيطها من دراسات للتخطيط، والتعمير الشامل، وتحطيم عوائق التنفيذ لإخراجها سريعًا إلى حيز الوجود، وبالشكل الذي يجعلها تضاهي أجمل مدن العالم.
في عام 1872 افتتح إسماعيل شارع محمد علي بالقلعة بطول 2.5 كيلومتر، فيما بين باب الحديد والقلعة على خط مستقيم، وزانه على الجانبين بما يعرف بالبواكي.. وفي العام نفسه افتتح كوبري قصر النيل على نهر النيل بطول 406 أمتار، وكان يعد آنذاك من أجمل قناطر العالم، حيث زُيّن بتماثيل برونزية لأربعة من السباع (الأسود) نحتت خصيصًا في إيطاليا.. كما افتتح أيضًا كوبري أبو العلا على النيل على بعد كيلو متر تقريبًا من الجسر الأول، والذي صممه المهندس الفرنسي الشهير «جوستاف إيفل»، صاحب تصميم البرج الشهير بباريس، وتمثال الحرية بنيويورك.. وقد تم رفع هذا الجسر منذ عدة سنوات لعدم قدرته على تحمل الضغط المروري الكثيف بين أحياء القاهرة والجيزة.
وتابع ذلك شق شارع كلوت بك، وافتتاح دار الأوبرا المصرية عام 1875، ثم أنشأ السكة الحديد وخطوط الترام لربط أحياء العتبة والعباسية وشبرا، وتم ردم البرك والمستنقعات للتغيير من حدود المدينة، وتحويل مجرى النيل، حيث كان يمر ببولاق الدكرور وبمحاذاة شارع الدقي، حاليًا، وتزامن ذلك مع تنفيذ شبكة المياه والصرف الصحي، والإنارة، ورصف شوارع القاهرة بالبلاط، وعمل أرصفة، وأفاريز للمشاة، وتخطيط الحدائق التي جلبت أشجارها من الصين، والهند، والسودان، وأمريكا.

### ميدان التحرير
من ميدان التحرير قاعدة القاهرة الخديوية كانت البداية، أول اسم للميدان كان الخديو إسماعيل، الذي أراده رابطاً بين ثكنات قصر النيل، وقصر عابدين، ولكن الميدان الذي تحول اسمه في عهد الملك فؤاد إلى ميدان الإسماعيلية، تطور ليصبح واحداً من أهم ميادين العاصمة المصرية، ليس فقط لأنه يؤدي بك إلى 18 وزارة، أو مبني البرلمان، أو لأن غالبية المظاهرات السياسية تنطلق منه، ولكن أيضاً لأنه يتصل بعدد من الشوارع الرئيسية التي تمثل عمودا فقرياً للقاهرة منها شوارع قصر العيني، والجلاء، وطلعت حرب، وباب اللوق، ورمسيس، كما يوجد به أكبر مبني رسمي، يضم عدد من المصالح الحكومية، ويحمل اسم مجمع الجلاء.

### ميدان هوليوبلس
قيام ثورة يوليو يؤثر على الميدان فقط من حيث الاسم حيث تحول لميدان التحرير، ولكنه تأثر بقرار منع وضع تمثال الخديو إسماعيل الذي كان يصنع في الخارج ليوضع في حديقته التي توسطته.

### شارع الفلكي
كثيرون لا يعرفون من هو الفلكي الذي يحمله اسم أطول شارع متفرع من ميدان باب اللوق، ولكن التاريخ يقول إنه هو ذاته محمود باشا حمدي الفلكي، أحد نبهاء مصر في الهندسة والفلك، وأحد تلامذة علي باشا مبارك بمدرسة المهندس خانة بالقاهرة، ومبتكر علم التقاويم السنوية.
شغل الفلكي عدداً من المناصب من بينها، وزارة الإشعال في حكومة إسماعيل راغب، وناظر المعارف في حكومة نوبار، إلا أن أهم ما يميز سيرته هو أنه كان من أنبغ المهندسين المصريين في عصره.

### ميدان عابدين وقصره الملكي
أما ميدان عابدين وقصره الملكي فهو يتوسط قلب القاهرة، وعابدين بك هو أمير اللواء السلطاني في عهد محمد علي باشا، وكان يسكن قصراً بناه مكان القصر الحالي، وبعد وفاته اشتراه الخديو إسماعيل من أرملته وهدمه وبني مكانه قصره الذي لايزال قائماً حتى الآن، شاهداً على العديد من الأحداث، فأمامه كانت مظاهرة عرابي ضد الخديو توفيق عام 1882، وفيه تم حصار الملك فاروق بدبابات الإنجليز في 4 فبراير 1942.
وقد قام بتصميم القصر وتنفيذه المعماري دي كوريل ديل روسو وتكلف بناؤه 700 ألف جنيه مصري، بينما بلغ ثمن أثاثه مليوني جنيه، وظل القصر مقراً لحكم مصر حتى قيام ثورة يوليو 1952.
حيث تم تغيير اسم الميدان من عابدين إلى الجمهورية، إلا أن اسمه الأول هو العالق في أذهان المصريين لارتباطه بالقصر الذي تعرض للإهمال عقب قيام الثورة وتحول لمركز للتطعيم ضد الملاريا، حتى تقرر ترميمه في السبعينيات.
قصر النيل
قصر النيل لم يكن مجرد قصر، أو كوبري، ولكنه صار واحداً من أهم شوارع القاهرة الخديوية، حيث يبدأ من ميدان التحرير، ويمتد قاطعاً ميداني طلعت حرب، ومصطفي كامل، مارا بشوارع شريف، ومحمد فريد، وعماد الدين، لينتهي بميدان الأوبرا وشارع الجمهورية.
وكما يقول كتاب القاهرة الخديوية، كان قرار إنشاء الشارع بقرار من الخديوى إسماعيل لكبير مهندسي مصر وقتها، علي مبارك ليكون طوله 1250 متراً، وعرضه 20 متراً، وبه مجموعة بنايات مميزة معمارياً ومنها مبني بنك ناصر الاجتماعي، الذي كان في الماضي مقرا للبنك الإيطالي.

### شارع سليمان باشا
يعد ميدان وشارع طلعت حرب، أحد أشهر معالم قلب القاهرة، ورغم تقدير كل المصريين لشخص طلعت حرب باشا مؤسس بنك مصر، الذي صار عماد الاقتصاد الوطني المصري في عشرينيات القرن الماضي، إلا أن الميدان كان يحمل في الماضي اسم سليمان باشا، الرجل الفرنسي الذي عهد له محمد علي بمهمة تكوين الجيش المصري، وأن يكون ذراعاً يمني لابنه إبراهيم باشا في حروبه التي خاضها.
وقد كان الاسم الأصلي لسليمان باشا، أوكتاف جوزيف انتلم سيف المولود في فرنسا عام 1788، ولكنه أعلن إسلامه واختار له محمد علي اسمه الجديد، كما زوجه من إحدي فتيات أسرته، وهي التي أنجب منها أبناءه الثلاثة، وكانت منهم حفيدته نازلي زوجة الملك فؤاد فيما بعد.
توفي سليمان باشا عام 1860، ودفن في مصر القديمة، وتقديراً لدوره في دعم إمبراطورية محمد علي، عهد للمثال جاك مار بصنع تمثال له، انتهي منه عام 1872 ليوضع في نفس المكان الذي يوجد به الآن تمثال طلعت حرب، إلا أنه نقل من مكانه بعد قيام الثورة ووضع في المتحف الحربي بالقلعة.
ومن بين أسماء شوارع القاهرة الخديوية، يأتي شارع ميريت باشا عالم الاثار الفرنسي المولد، واسمه بالكامل ميريت أوجست فرنسوا، وهو الشارع الذي يبدأ من عند شارع رمسيس متقاطعاً مع شوارع شامبليون، وقصر النيل، وعبد السلام عارف.
وقد بدأت علاقة ميريت باشا بمصر، عام 1849 حينما عين بقسم الآثار المصرية بمتحف اللوفر بباريس، ثم تم إيفاده لمصر بعدها بعام، لشراء مخطوطات قبطية، ولكنه فشل في مهمته، ليقع في غرام الآثار المصرية، ويبدأ في التنقيب عنها في منطقة سقارة، وكان صاحب اكتشاف مقبرة العجول «أبيس»،
التي كانت تحوي توابيت العجول.

### شارع هدي شعراوي
ومن بين نساء عديدات ذاع صيتهن في المحروسة، وقع الاختيار على السيدة هدي شعراوي، ليحمل أحد شوارع القاهرة الخديوية اسمها، وهو الشارع المتفرع من شارع طلعت حرب ويمتد ليلتقي بشارعي شريف، وعبد السلام عارف. كان الشارع فيما مضي يعرف باسم «الشيخ حمزة» صاحب الضريح الموجود به. ولكن أطلق عليه بعد ثورة يوليو اسم هدي شعراوي، رائدة الحركة النسائية في مصر والتي عرفت النضال السياسي منذ ارتباطها بزوجها، علي باشا شعراوي الذي حملت اسمه بعد الزواج به، وشاركت مع عدد من النساء ولأول مرة في تاريخ مصر، في مظاهرات ثورة 1919، وفي عام 1923 أسست الاتحاد النسائي المصري، الذي سمح للمرأة بممارسة نشاط مزج بين السياسة والعمل الأهلي، ولتختير في 1935 رئيساً للاتحاد النسائي الدولي. وقد توفيت عام 1947 عن 68 عاماً.
وفي القاهرة الخديوية شوارع حملت أسماء شخصيات من العائلة المالكة، تم تغييرها بعد قيام ثورة يوليو عام 1952، لتحمل أسماء أخرى تعبر عن العهد الجديد، منها شارع الملك فؤاد ملك مصر في الفترة من 7191 -1936 والذي تغير ليحمل اسم شارع 26 يوليو، ليوافق ذكري خروج الملك فاروق من مصر في 26 يوليو عام 1952، وبالشارع عدد من البنايات المهمة ي أبرزها دار القضاء العالي.
وهناك شارع عبد الخالق ثروت الذي يبدأ من ميدان العتبة، ويمر متقاطعاً مع عدد من الشوارع هي عماد الدين، محمد فريد، وشريف، وطلعت حرب، وشامبليون، وينتهي بشارع رمسيس، والذي حمل منذ البداية اسم السياسي المصري الشهير، عبد الخالق ثروت باشا، ثم تغير، ليحمل اسم الملكة فريدة، الزوجة الأولي للملك فاروق، بعد زواجها به في نهاية ثلاثينيات القرن الماضي، ولكنه عاد لاسمه الأول بعد قيام الثورة.
وميدان إبراهيم باشا، ابن محمد علي باشا، وقائد جيوشه، الذي تحول بعد الثورة إلى ميدان الأوبرا، القابع بالقرب من ميدان العتبة الخضراء الآن.
الطريف أن تلك الأوبرا بناها الخديو إسماعيل في العام 1867 حين أسند مشروعها للمهندس الإيطالي پييترو افوسكاني والذي صممها على نفس طراز اوبرا لاسكالا في ميلانو، وافتتحت في احتفالات افتتاح قناة السويس عام 1869 بعرض اوپرا ريگوليتو، وتعرضت للحريق في عام 1952 في حريق القاهرة، وأعيد ترميمها، ولكنها احترقت تماما في عام 1971، لتهدم ويبني محلها جراج الأوبرا. وإلي جانب الشوارع الملكية السابقة، هناك شارع توفيق الذي حمل اسم الخديو توفيق ابن إسماعيل باشا والذي تحول اسمه إلى شارع عرابي، الذي يربط بين ميدان عرابي وشارع رمسيس.
شوارع القاهرة الخديوية لا تحمل فقط أسماء الساسة والملوك والاقتصاديين، ولكنها تحمل أيضاً أسماء كل من ساهم في رفعة مصر والنهوض بها في المجالات كافة، فما بين شارع نجيب الريحاني رائد الكوميديا، ودكتور أنطوان كلوت بك، الطبيب الفرنسي الذي أحضره محمد علي باشا لتعليم المصريين الطب، ويعد رائد الطب المصري وغيرهم.

### عمارة يعقوبيان
الأديب علاء الأسواني كتب روايته الأولي «عمارة يعقوبيان» التي أثارت الكثير من الجدل، رواية، وفيلماً سينمائياً والطريف أن القائمين على الفيلم عندما بدأوا تنفيذه، وجدوا أن تصميم العمارة الحقيقية التي تحمل اسم «يعقوبيان» في شارع طلعت حرب بوسط القاهرة، لا تحمل ملامح الجمال التي تتناسب ووصف الأديب علاء الأسواني في الرواية، ولذا وقع اختيارهم على عمارة أخرى بالقرب من شارع الشوربجي.
تاريخ عمارة يعقوبيان الحقيقية والتي تقع في شارع طلعت حرب أعلي سينما ميامي، يعود إلى عام 1934، حين أسسها عميد الجالية الأرمنية وقتها، المليونير «جاكوب يعقوبيان» ضمن ما أسسه من بنايات كانت تلك العمارة أشهرها، وكانت تضم سكانا من ديانات وأعراق مختلفة، لتعبر دون حديث عن قدرة مصر على احتواء الجميع، ولكن وبعد ثورة يوليو 1952 تحولت ملكية عدد من شقق العمارة شأنها شأن عدد آخر من عمارات وسط القاهرة، إلى ضباط الجيش، وبمرور الوقت تحولت غرف سطحها لمساكن لإيواء الفقراء بعدما كانت سكناً للخدم في العمارة، أو أماكن لغسل الملابس أو مطابخ لإعداد طعام الولائم.

## إعادة إحياء القاهرة الخديوية
في 2009، أطلقت وزارة الثقافة المصرية خلال أيام المشروع الثقافي المشترك مع إسبانيا لتطوير القاهرة الخديوية أو قاهرة الخديو إسماعيل، الذي حكم مصر من العام 1863 حتى العام 1879، وأراد أن يجعل من المدينة قطعة من أوروبا، خاصة باريس حيث أطلق عليها لقب «باريس الشرق».
يتم تنفيذ المشروع بالاستفادة من تجربة إسبانيا في الحفاظ على الأبنية التاريخية، وذلك للحفاظ على المباني ذات الطابع المميز وسط العاصمة المصرية، والتي تشكل مثلثا رأسه ميدان التحرير وقاعدته ميدانا الأوبرا ورمسيس وما يتفرع منهما من شوارع، تضم بنايات جميلة يبلغ عددها 421 بناية داخل مساحة لا تقل عن 700 فدان، يعود تاريخ بنائها إلى النصف الثاني للقرن الـ 19، والعقدين الأولين للقرن الـ 20، وتجمع بين طرازي الكلاسيكية وعصر النهضة.
ونقلت صحيفة «الراي» الكويتية عن مصادر أثرية مسؤولة قولها إن الهدف من المشروع كذلك تحويل وسط القاهرة القديمة إلى منطقة جذب سياحي وعمراني دون الإخلال بالبنية التاريخية للمكان.
من جهة أخرى انتهت وزارة الثقافة المصرية من وضع خطة لإنارة البرين الغربي والشرقي بالأقصر ليتم إعداد البر الغربي للزيارة طبقا لأحدث النظم العالمية.
وأوضح رئيس المجلس الأعلى لمدينة الأقصر الدكتور سمير فرج أن هذا المشروع بدأ تنفيذه بالتعاون مع هيئة المعونة الأميركية لتطوير وترميم آثار البر الشرقي بالأقصر بكلفة بلغت 60 مليون دولار، حيث تصل الكلفة الإجمالية بالإضاءة في البر الشرقي والبر الغربي إلى 100 مليون دولار